# 林立書
林立書（1973年2月20日—），台灣導演，作品包括電影與電視劇。他原為律師，2002年赴法國學習電影。
他與演員林辰唏為伴侶關係，兩人育有1子。

## 導演作品

### 電影
- 《天后之戰》(2013)
- 《破處》(2020)

### 電視劇集
- 《最佳利益》(2019)
- 《最佳利益2－決戰利益》(2023)
- 《最佳利益3－最終利益》(2023)

## 外部連結
- 林立書在互联网电影资料库（IMDb）上的資料（英文）